# Oncholaimoides rugosus
Oncholaimoides rugosus är en rundmaskart som beskrevs av Benjamin G. Chitwood 1937. Oncholaimoides rugosus ingår i släktet Oncholaimoides och familjen Oncholaimidae. Inga underarter finns listade i Catalogue of Life.